# شينغو كوماباياشي
شينغو كوماباياشي (باليابانية: 熊林 親吾) (23 يونيو 1981 في أكيتا في اليابان – )؛ هو لاعب كرة قدم ياباني سابق كان يلعب كلاعب وسط.

## وصلات خارجية
- شينغو كوماباياشي على موقع رابطة كرة القدم اليابانية للمحترفين (اليابانية)
- شينغو كوماباياشي على موقع قاعدة بيانات كرة القدم.إي يو (الإنجليزية)
- شينغو كوماباياشي على موقع Soccerway.com (الإنجليزية)
- شينغو كوماباياشي على موقع عالم كرة القدم.نت (الإنجليزية)